# Società Sportiva "Armando Casalini" 1940-1941
Questa voce raccoglie le informazioni riguardanti la Società Sportiva "Armando Casalini" nelle competizioni ufficiali della stagione 1940-1941.

## Rosa
| N. |                   | Ruolo | Calciatore        |
| -- | ----------------- | ----- | ----------------- |
|    | Italia (bandiera) | D     | Giovanni Antolini |
|    | Italia (bandiera) | C     | E. Arici          |
|    | Italia (bandiera) | D     | Bruno Armanini    |
|    | Italia (bandiera) | C     | Ernesto Balzarini |
|    | Italia (bandiera) | D     | Giovanni Bona     |
|    | Italia (bandiera) | C     | Mario Bona        |
|    | Italia (bandiera) | C     | A. Brusati        |
|    | Italia (bandiera) | P     | Enzo Bresciani    |
|    | Italia (bandiera) | C     | Pietro Camisaschi |
|    | Italia (bandiera) | C     | G. Bruschi        |
|    | Italia (bandiera) | C     | Renzo Cavallina   |
|    | Italia (bandiera) | C     | Antonio Cominelli |
|    | Italia (bandiera) | D     | Giuseppe Faita    |
|    | Italia (bandiera) | D     | Mario Ferrari     |

| N. |                   | Ruolo | Calciatore           |
| -- | ----------------- | ----- | -------------------- |
|    | Italia (bandiera) | D     | Mentore Ferrari      |
|    | Italia (bandiera) | C     | Luca Ferretti        |
|    | Italia (bandiera) | A     | Bruno Fossa          |
|    | Italia (bandiera) | A     | Luigi Franzini       |
|    | Italia (bandiera) | A     | B. Gamberini         |
|    | Italia (bandiera) | A     | P. Gandaglia         |
|    | Italia (bandiera) | A     | Luigi Lamberti       |
|    | Italia (bandiera) | D     | B. Magoni            |
|    | Italia (bandiera) | C     | Emilio Masserdotti   |
|    | Italia (bandiera) | C     | Erminio Reggiani     |
|    | Italia (bandiera) | D     | Ferdinando Renaldini |
|    | Italia (bandiera) | A     | Giovanni Salvati     |
|    | Italia (bandiera) | P     | G. Vergani           |
|    | Italia (bandiera) | C     | Serafino Ziletti     |